# 明徳寺 (長野市)
明徳寺（めいとくじ）は、長野県長野市松代町豊栄にある曹洞宗の寺院。山号は、龍潭山。本尊は拈華微笑　釈迦牟尼仏（鎌倉時代作）。

## 概要
1390年（南朝：元中7年、北朝：明徳元年）に越後国刈羽郡の東福院5世妙徳により開山。明応10年（1501年）には正続円明禅師が中興開山となった。戦国時代には甲斐武田氏家臣で、信濃更級郡の香坂氏の養子となった海津城代の春日虎綱（高坂昌信）の帰依厚く、1533年（天文2年）に諸堂を修理し重興開基となる。玉山春洞を招き明徳寺は曹洞宗となる。
境内には虎綱の墓所があり、『甲斐国志』によれば明徳寺には虎綱の没年を天正6年5月初7日とする伝承を伝えているが、これは誤りであることが指摘される。
慶長16年（1611年）、松平忠輝により寺領20石を寄進され、慶安2年（1649年）には江戸幕府から朱印20石を安堵された。それ以後は歴代松代藩主（真田氏）により保護された。

## エピソード
夜な夜な小僧に化けて酒を買いにでかけたという「酒飲み弥勒」の伝承がある弥勒菩薩も本尊のほかに安置されている。本堂裏手には、ヒキガエルの産卵場所になる「蛙合戦」の池（長野市指定天然記念物・1967年（昭和42年）11月1日指定）などがある。

## 墓所
- 高坂昌信
- 栗林忠道（大日本帝国陸軍大将。大東亜戦争における硫黄島の戦いの指揮官）[1]